# Hey Ho! Let’s Go: The Anthology
Hey Ho! Let's Go: The Anthology – album kompilacyjny zespołu Ramones, zawierający nagrania z lat 1975–1995. Wydany 20 lipca 1999.

## Lista utworów

### Dysk 1
1. „Blitzkrieg Bop” (Tommy Ramone/Dee Dee Ramone) – 2:14
2. „Beat on the Brat” (Joey Ramone) – 2:32
3. „Judy Is a Punk” (Joey Ramone) – 1:32
4. „I Wanna Be Your Boyfriend” (Tommy Ramone) – 2:27
5. „53rd & 3rd” (Dee Dee Ramone) – 2:20
6. „Now I Wanna Sniff Some Glue” (Dee Dee Ramone) – 1:37
7. „Glad to See You Go” (Dee Dee Ramone/Joey Ramone) – 2:13
8. „Gimme Gimme Shock Treatment” – 1:44
9. „I Remember You” (Ramones) – 2:20
10. „California Sun” (Henry Glover/Morris Levy) – 2:03
11. „Commando” (Ramones) – 1:54
12. „Swallow My Pride” (Joey Ramone) – 2:07
13. „Carbona Not Glue” (Ramones) – 1:53
14. „Pinhead” (Dee Dee Ramone) – 2:44
15. „Sheena Is a Punk Rocker” (Joey Ramone) – 2:49
16. „Cretin Hop” (Ramones) – 1:58
17. „Rockaway Beach” (Dee Dee Ramone) – 2:08
18. „Here Today, Gone Tomorrow” (Joey Ramone) – 2:50
19. „Teenage Lobotomy” (Ramones) – 2:03
20. „Surfin' Bird” (Carl White/Alfred Frazier/John Harris/Turner Wilson) – 2:37
21. „I Don't Care” (Joey Ramone) – 1:40
22. „I Just Want to Have Something to Do” (Joey Ramone) – 2:43
23. „I Wanna Be Sedated” (Joey Ramone) – 2:31
24. „Don't Come Close” (Ramones) – 2:46
25. „She's the One” (Ramones) – 2:15
26. „Needles & Pins” (Sonny Bono/Jack Nitzsche) – 2:23
27. „Rock N' Roll High School” (Joey Ramone) – 2:21
28. „I Want You Around” (Dee Dee Ramone/Joey Ramone/Johnny Ramone) – 3:02
29. „Do You Remember Rock ’n’ Roll Radio?” (Joey Ramone) – 3:52
30. „I Can't Make It on Time” (Ramones) – 2:33
31. „Chinese Rock” (Dee Dee Ramone/Richard Hell) – 2:30
32. „I'm Affected” (Joey Ramone) – 2:54
33. „Danny Says” (Joey Ramone) – 3:06

### Dysk 2
1. „The KKK Took My Baby Away” (Joey Ramone) – 2:31
2. „She's a Sensation” (Joey Ramone) – 3:26
3. „It's Not My Place (In the 9 to 5 World)” (Joey Ramone) – 3:23
4. „We Want the Airwaves” (Joey Ramone) – 3:22
5. „Psycho Therapy” (Johnny Ramone/Dee Dee Ramone) – 2:39
6. „Howling at the Moon (Sha–La–La)” (Dee Dee Ramone) – 4:06
7. „Mama's Boy” (Johnny Ramone/Dee Dee Ramone/Tommy Ramone) – 2:12
8. „Daytime Dilemma (Dangers of Love)” (Joey Ramone/Daniel Rey) – 4:33
9. „I'm Not Afraid of Life” (Dee Dee Ramone) – 3:13
10. „Too Tough to Die” (Dee Dee Ramone) – 2:38
11. „Endless Vacation” (Dee Dee Ramone/Johnny Ramone) – 1:50
12. „My Brain Is Hanging Upside Down (Bonzo Goes to Bitburg)” (Dee Dee Ramone/Joey Ramone/Daniel Rey) – 3:57
13. „Somebody Put Something in My Drink” (Richie Ramone) – 3:23
14. „Something to Believe In” (Dee Dee Ramone/Jean Beauvoir) – 4:09
15. „I Don't Want to Live This Life (Anymore)” (Dee Dee Ramone) – 3:29
16. „I Wanna Live” (Dee Dee Ramone/Daniel Rey) – 2:39
17. „Garden of Serenity” (Dee Dee Ramone/Daniel Rey) – 2:28
18. „Merry Christmas (I Don't Want to Fight Tonight)” (Joey Ramone) – 2:05
19. „Pet Sematary” (Dee Dee Ramone/Daniel Rey) – 3:34
20. „I Believe in Miracles” (Dee Dee Ramone/Daniel Rey) – 3:21
21. „Tomorrow She Goes Away” (Dee Dee Ramone/Daniel Rey) – 2:41
22. „Poison Heart” (Dee Dee Ramone/Daniel Rey) – 4:04
23. „I Don't Wanna Grow Up” (Tom Waits/Kathleen Brennan) – 2:46
24. „She Talks to Rainbows” (Joey Ramone) – 3:14
25. „R.A.M.O.N.E.S.” (Motorhead) – 1:24

## Twórcy
| - Joey Ramone – wokal - Johnny Ramone – gitara - Dee Dee Ramone – gitara basowa, wokal - C.J. Ramone – gitara basowa, wokal - Marky Ramone – perkusja - Richie Ramone – perkusja - Tommy Ramone – perkusja | Gościnnie: - Barry Goldberg – organy, pianino - Benmont Tench – instrumenty klawiszowe - Steve Douglas – saksofon - Graham Gouldman – dalszy wokal - Russell Mael – dalszy wokal - Ian Wilson – dalszy wokal - Rodney Bingenheimer – klaskanie - Harvey Robert Kubernick – klaskanie |